# Antic Camí de la Verneda
L'antic Camí de la Verneda va ser una via rural que fins als anys seixanta del segle XX comunicava l'antiga estació del Clot amb el desaparegut Molí de la Verneda situat molt a prop del riu Besòs (per això també apareix de vegades com a “Camí del Molí de la Verneda”) 
El camí de la Verneda i l'actual carrer del Fondal de Sant Martí van ser pràcticament les úniques vies que durant segles travessaven l'actual barri de la Verneda de Sant Martí (conjunt format pels barris 72 i 73 de la ciutat de Barcelona, respectivament barris de Sant Martí de Provençals i de La Verneda i la Pau)
Fins als anys 1950s aquest sector de la ciutat va quedar al marge del creixement urbanístic de la ciutat amb un marcat caràcter rural ocupat únicament per camps de conreu així com una vintena de masies i de fàbriques. La ràpida urbanització de la Verneda de Sant Martí produïda entre els anys 1950s i els 1980s va fer desaparèixer la major part del traçat de l'històric Camí de la Verneda. Actualment només es mantenen dos trams situats als dos extrems: d'una banda resta l'actual Carrer de la Verneda al barri del Clot així com l'anomenat Carrer del Camí de la Verneda al seu tram final (marcant el límit entre els municipis de Barcelona i Sant Adrià de Besòs)
Tota la part central d'aquest antic camí (entre el Carrer Bilbao i el Carrer del Camp Arriassa) ha quedat absolutament esborrat de la trama urbana. En aquest sector central el seu traçat quedava aproximadament entre la Rambla Guipúscoa i el carrer de Huelva. A l'últim tram ja arribant a l'antic molí aquest camí, després de travessar la Riera d'Horta (avui Rambla de Prim), encara fa un marcat gir a la dreta finalitzant a l'actual Rambla de Guipúscoa. Era en aquesta zona final del camí on s'ubicava l'històric Molí de la Verneda (o d'Altafulla) a tocar de la confluència de l'antiga Séquia de la Verneda amb la Séquia Madriguera. El curs del riu Besòs ha variat al llarg dels segles, a l'alçada del carrer Santander es bifurcava en dos braços de manera que desaparegut el braç més proper a Barcelona l'emplaçament de l'antic molí ens ha acabat quedant avui una mica allunyat del riu.
Més enllà del molí el camí seguia cap al municipi de Sant Adrià de Besòs i Santa Coloma de Gramenet travessant el riu per diversos guals (com el de Provintialis situat a 'alçada del Molí d'en Tristany, popularment "El Molinet") i un cop construïts els ponts també cap a l'antiga carretera de Mataró (avui carrer Pere IV)
La cartografia històrica ens mostra com d'aquest camí només derivaven uns pocs trencalls menors també de caràcter rural com el que donava accés al nucli vell de l'antic municipi de Sant Martí de Provençals actual carrer del Rector de Vallfogona (perllongat més tard per comunicar amb la Sagrera a través del carrer de la Selva del Camp i el Pont del Treball) així com el Camí de Provençals.
Nombroses fotografies aèries fetes als anys 1950s i 1960s donen testimoni del traçat de l'antic Camí de la Verneda passant a tocar de tot un seguit de masies com la de Ca l'Armengol (entre els carrers de la Selva de Mar i del Treball), Cal Masover i Cal Gallinaire (entre els carrers del Treball i de l'Agricultura) o Can Juliol (entre el carrer de l'Agricultura de i de Cantàbria) L'únic vestigi d'aquestes masies que ens ha arribat fins al dia d'avui són les palmeres que creixien a la vora de Can Masover i que avui encara trobem a l'interior enjardinat de l'illa formada entre la Rambla Guipúscoa, carrer Huelva, carrer Treball i Agricultura.
De la mateixa manera cartografia històrica i fotografies aèries ens mostren el pas d'aquest camí vora les antigues fàbriques de “Blanqueos Tintes y Aprestos. Jover y Castells” (aproximadament entre els actuals carrers de Bac de Roda i de Fluvià), “S.F.Vila” i “Mosaics Geroni Fortuny” (entre el carrer de Cantàbria i el de Puigcerdà) o “Hilados Tintes y Aprestos Hijos de Rafael Clarasó” popularment “La Fabriqueta” (a l'alçada del carrer del Maresme)
La Rambla de Guipúscoa és avui l'autèntic “Carrer Major” de la Verneda de Sant Martí i pot considerar-se l'evolució actual de l'antic Camí de la Verneda. Quan al 1963 va inaugurar-se oficialment aquest carrer (amb el plafó ceràmic que podem veure al número 24) no es va tenir en compte aquesta llarga història ja que hagués estat més apropiat el nom de “Passeig de la Verneda” (i en cap cas l'afegit posterior de “Rambla” ja que no segueix la direcció muntanya-mar)